# تاربان
فرس التاربان (بالإنجليزية: Tarpan)‏ حيوان منقرض منذ القرن التاسع عشر الميلادي. عاش في غابات أوروبا وعلى سهول الإستبس الروسية.
ويعتقد العلماء بأنهم قاموا بتهجين حصان مماثل تماماً لحصان التاربان، عمل هؤلاء العلماء بحديقة الحيوان بهلابرونو في ميونيخ، ألمانيا، وطوروا وسيلة من وسائل التربية تمخض عنها حصان صغير في الخمسينيات من القرن العشرين، وهو يشبه حصان التاربان القديم .